# Калінув (Опольське воєводство)
Калінув (пол. Kalinów) — село в Польщі, у гміні Стшельці-Опольські Стшелецького повіту Опольського воєводства.
Населення — 308 осіб (2011).

## Демографія
Демографічна структура станом на 31 березня 2011 року:
|          | Загалом | Допрацездатний вік | Працездатний вік | Постпрацездатний вік |
| -------- | ------- | ------------------ | ---------------- | -------------------- |
| Чоловіки | 169     | 30                 | 129              | 10                   |
| Жінки    | 139     | 35                 | 81               | 23                   |
| Разом    | 308     | 65                 | 210              | 33                   |